# Dendropsophus haddadi
Dendropsophus haddadi é uma espécie de anura da família Hylidae.
É endémica do Brasil.